# Artemisia stolonifera
Artemisia stolonifera là một loài thực vật có hoa trong họ Cúc. Loài này được (Maxim.) Kom. mô tả khoa học đầu tiên năm 1907.